# L'ultimo testimone (film 1970)
L'ultimo testimone (Ostatni swiadek) è un film del 1970, diretto da Jan Batory.